# Dialektyka pana i niewolnika

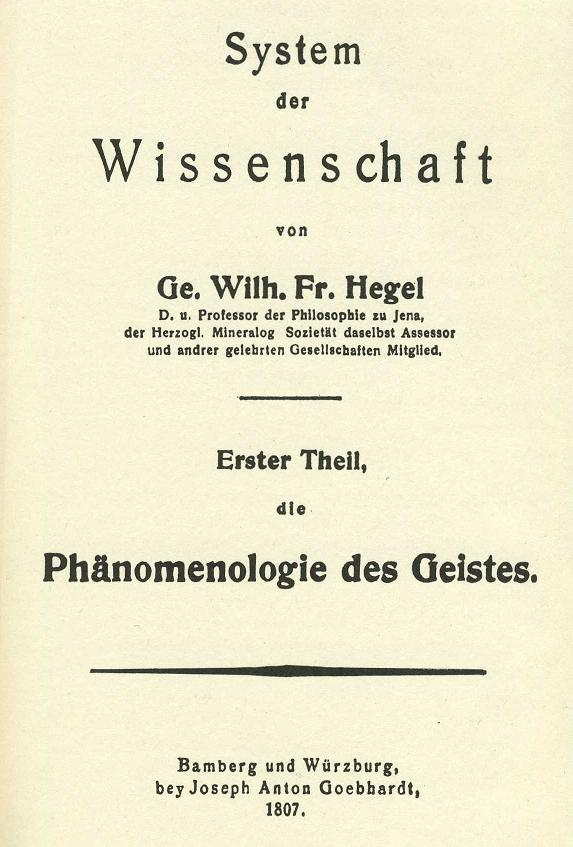
Strona tytułowa pierwszego wydania Fenomenologii Ducha (1807 r.)

Dialektyka pana i niewolnika (niem. Herrschaft und Knechtschaft) – jeden z najważniejszych elementów systemu filozoficznego G.W.F. Hegla, opisany w Fenomenologii Ducha (w dziale Samowiedza). Za pomocą dialektycznej, dynamicznej konstrukcji filozof ukazuje kształtowanie się indywidualnej świadomości. Opisuje w formie narracji, pojedynek pomiędzy dwoma bytami, które przystępują do „walki na śmierć i życie”, z której jeden z nich wychodzi zwycięsko, aby ostatecznie dojść do wniosku, że zwycięstwo w tej walce nie da mu kontroli nad całym światem, która była jego celem. 
Rozwój indywidualnej świadomości wyartykułowany w tej złożonej i dynamicznej konstrukcji filozoficznej rozpoczyna się od hipotetycznej „walki na śmierć i życie”. Hegel dokonuje podziału na tych, którzy potrafią zaryzykować, narażając swoje życie w imię zachowania wolności oraz pozostałych, którzy są niezdolni do walki – w konsekwencji zrzekają się wolności w zamian za bezpieczeństwo. Powstaje pierwotna opozycja – z jednej strony pan, który ginie lub zdobywa wolność i władzę, z drugiej strony niewolnik, który zgadza się wykonywać pracę na rzecz swojego pana – w zamian za bezpieczeństwo; uzależnia się zarazem od wiedzy swego pana przedkładając bezpieczeństwo nad wolność. Opozycja ta ma charakter dynamiczny. Niewolnik, mimo iż nie walczy o życie, to wykonując swoją pracę zmaga się z oporem materii, rzeczywistości, co skutkuje jego rozwojem, wzrostem jego siły i samoświadomości. W tym samym czasie jego pan nie jest zmuszony do konfrontacji z materią, żyje na zwolnionych obrotach, nie rozwija się, co w konsekwencji doprowadza do jego słabości i coraz większej zależności od własnych niewolników. Pan staje się zatem z biegiem czasu niewolnikiem w stosunku do świata rzeczy, gdyż oducza się wykonywać pracę, którą wykonuje za niego niewolnik. Niewolnicy stopniowo uniezależniają się od pana, ale nigdy nie będzie im dane osiągnięcie prawdziwej wolności. To poprzez pracę nad własnym duchem dokonuje się rozwój świata i możliwy jest powrót do pierwotnej jedności, w której byt jest tożsamy z pojęciem – konkluduje Hegel. Heglowska apoteoza pracy (rozumianej w sensie duchowym) należy do najsilniejszych w historii filozofii.

Jedna z interpretacji dialektyki mówi, że ani niewolnika ani pana nie można uznać za podmioty w pełni samoświadome. Osoba, która już osiągnęła samoświadomość może być zniewolona, więc stan samoświadomości nie może być uznany za indywidualne osiągnięcie, jak również osiągnięcie naturalnej lub genetycznej ewolucji, lecz jako zjawisko społeczne.